# 德威特山
德威特山（英語：Mount DeWitt）是南極洲的山峰，位於奧次地，處於利特爾佩奇山和維萊特山脈以西，海拔高度2,190米，該山峰現時由南極條約體系管理。